# エーグル (ロケット)
エーグル（Aigle）はフランスの実験用ロケット。エーグルVE10とその改良型のエーグルVE10Aが1960年代に数回打上げられ、後に弾頭に使用されたテレメトリー装置の実証試験を行った。打上げは全てアマギールで行われた。

## エーグルVE10
- エンジン: ストロンボリSEPR 737
- 全重量: 2,300 kg
- ペイロード: 360 kg
- 全長: 8.00 m
- 直径: 0.55 m
- 高度: 20 km
- 初発射: 1960-12-17
- 最終発射: 1961-03-21
- 発射回数: 4

## エーグルVE10A
- 全重量: 2,300 kg
- ペイロード: 360 kg
- 全長: 8.00 m
- 直径: 0.55 m
- 高度: 20 km
- 初発射: 1963-03-05
- 最終発射: 1964-11-02
- 発射回数: 2